# Toni Basil
Antonia Christina Basilotta, más conocida como Toni Basil (Filadelfia, 22 de septiembre de 1943) es una cantante, coreógrafa y actriz estadounidense. Su éxito más conocido es «Mickey», de 1981.[cita requerida]

## Primeros años
Basil nació como Antonia Christina Basilotta en Filadelfia. Su madre, Jacqueline Jessica Anderson, fue una comediante acrobática del vodevil con un espectáculo titulado "Billy Wells and the Four Fays", su padre, Louis Basilotta, fue un director de orquesta en el teatro de Chicago y en el Hotel Sahara y Casino, de Las Vegas, Nevada, entre otros locales.
Mientras su familia vivía en Las Vegas, Antonia asistía a la escuela secundaria, donde fue una de las jefas deportivas en las porras para Las Vegas High School Wildcats y se graduó en la promoción de 1961. Era conocida por el apodo de "Toni" en ese tiempo, incorporando más tarde su experiencia en su carrera de bailarina y su presentación de "Mickey" en donde seleccionó la coreografía en su video. Su uniforme de animación que ella presenta en el video fue una versión rediseñada del que usó en la secundaria.

## Carrera musical
En 1966 graba un sencillo, la canción título de la película Breakaway. Aunque posteriormente apareció 3 veces como artista musical invitada durante la primera temporada de Saturday Night Live en 1975 y 1976, no fue hasta 1982 que lanzó otro sencillo, que sería «Mickey». La canción es una versión de «Kitty», que interpretó la banda inglesa Racey en 1979, escrita por Nicky Chinn y Mike Chapman. «Mickey» fue grabada en 1979 pero el sello decidió guardar la canción hasta 1982. El video de la canción fue uno de los más populares en los inicios de MTV. En este, Basil es una animadora deportiva de Las Vegas High School, tal como lo fue en su vida real.
Durante los años 1980 solo grabó dos álbumes, Word of Mouth (que incluía «Mickey» y que generó un segundo sencillo llamado «Shoppin' from A to Z») y en 1983 uno llamado Toni Basil (que produjo el sencillo «Over My Head»).
Fue la coreógrafa de los videos de «Once in a Lifetime» y «Crosseyed and Painless» de los Talking Heads. También fue la coreógrafa de las giras Diamond Dogs Tour y Glass Spider Tour de David Bowie en 1974 y 1987.

## Carrera actoral
Basil ha aparecido en las películas Easy Rider y Five Easy Pieces. En televisión ha aparecido en capítulos de Laverne & Shirley y Baywatch. Ha sido coreógrafa de películas como American Graffiti, The Rose y Legally Blonde.

## Filmografía
- Pajama Party (1964)
- Village of the Giants (1965)
- Breakaway (1966)
- Head (1968)
- Sweet Charity (1969)
- Easy Rider (1969)
- Five Easy Pieces (1970)
- The Last Movie (1971)
- Greaser's Palace (1972)
- Won Ton Ton: The Dog Who Saved Hollywood (1976)
- Mother, Jugs & Speed (1976)
- The Toni Basil Show (One-off) (1982)
- Slaughterhouse Rock (1987)
- Angel III: The Final Chapter (1988)
- Rockula (1990)
- Pacific Palisades (1990)
- Catchfire (1990)
- Eating (1990)

## Discografía

### Álbumes
| Año  | Álbum                            | EUA | RIAA Certificación |
| ---- | -------------------------------- | --- | ------------------ |
| 1982 | Word of Mouth - Formatos: LP, CS | 22  | Oro                |
| 1983 | Toni Basil - Formatos: LP, CS    | —   | —                  |

### Sencillos
| Año  | Título                 | Álbum         | EUA | EUA Dance | UK Singles Chart |
| ---- | ---------------------- | ------------- | --- | --------- | ---------------- |
| 1966 | "Breakaway"            |               | —   | —         | —                |
| 1982 | "Mickey"               | Word of Mouth | 1   | 3         | 2                |
| 1982 | "Nobody"               | Word of Mouth | —   | —         | 52               |
| 1983 | "Shoppin' From A to Z" | Word of Mouth | 77  | 4         | —                |
| 1983 | "Street Beat"          | Toni Basil    | -   | 4         | —                |
| 1984 | "Over My Head"         | Toni Basil    | 81  | 4         | —                |
| 1984 | "Suspense"             | Toni Basil    | —   | 8         | —                |

#### Promo Singles
- 1983: "Time After Time"
- 1984: "Do You Wanna Dance"